# هنري كرودر
هنري كرودر (بالإنجليزية: Henry Crowder)‏ هو عازف جاز أمريكي، ولد في 1890 في غينسفيل في الولايات المتحدة، وتوفي في 1955 في واشنطن العاصمة في الولايات المتحدة.